# Rabenkrähe
Die Rabenkrähe (Corvus corone) ist eine Vogelart aus der Familie der Rabenvögel (Corvidae). Sie ist eng mit der grau-schwarzen Nebelkrähe (Corvus cornix) verwandt, mit der sie sich auch verpaart. Beide Arten wurden früher als zwei Unterarten oder Morphen derselben Art aufgefasst, die traditionell als Aaskrähe bezeichnet wurde – eine Auffassung, die von einigen Autoren weiterhin vertreten wird. Aufgrund der engen Verwandtschaft beider Schwesterarten, bzw. Unterarten, wird in der folgenden Darstellung das traditionelle Bild der Unterarten verwendet und der Artname „Aaskrähe“ für die gemeinsame Klade verwendet. Die Forschungsdiskussion zur Aufteilung beider Arten wird unten im Abschnitt „Systematik und Taxonomie“ dargestellt.
Die Aaskrähe gehört mit 45 bis 47 cm Körperlänge zu den größeren Vertretern der Gattung der Raben und Krähen (Corvus).
Sie bewohnt das warm- bis kaltgemäßigte Eurasien vom Nordrand des Mittelmeeres bis zum Pazifik und kommt in allen offenen bis halboffenen Lebensräumen mit Baumbestand vor. Die nördlichen Populationen wandern im Winter südwärts. Aaskrähen sind Allesfresser und ernähren sich von Samen, Insekten, Eiern, Fleisch und menschlichen Abfällen. Während Aaskrähen als junge und unverpaarte Tiere vor allem in Schwärmen („Junggesellenschwärmen“) leben, errichten Brutpaare Territorien, die sie aktiv gegen Artgenossen verteidigen. Ihre Nester errichtet die Art für gewöhnlich in der Krone hoher Bäume. Die Brutzeit beginnt im Süden des Verbreitungsgebietes bereits im Februar, im Norden oft erst im April, die Jungvögel fliegen rund 50 Tage nach der Eiablage aus.
Die Aaskrähe wurde 1758 von Carl von Linné als Art aufgestellt. Sie wird traditionell in zwei große Unterartkomplexe aufgeteilt, die sich an der Gefiederfärbung orientieren. Während lange sogar ein eigener Artstatus für die Nebelkrähen-Morphe diskutiert wurde, konnten jüngere DNA-Analysen keine genetische Trennung zwischen Raben- und Nebelkrähen feststellen. Stattdessen zerfällt die Population in eine west- und eine ostpaläarktische Klade, zu der auch die chinesische Halsbandkrähe (Corvus pectoralis) gehört. Die taxonomischen Konsequenzen daraus sind bislang unklar. Die nächsten Verwandten der Aaskrähe sind die Amerikanerkrähe (Corvus brachyrhynchos) und die Sundkrähe (Corvus caurinus) aus Nordamerika, die ihr ökologisch und morphologisch stark ähneln und sich wahrscheinlich im Pliozän von ihr trennten. Die Gesamtpopulation wird auf eine achtstellige Zahl von Individuen geschätzt. Aufgrund dieses großen Bestandes und weil die Art als erfolgreicher Kulturfolger gilt, wird sie von BirdLife International als nicht gefährdet eingestuft.

## Merkmale

### Körperbau und Gefieder

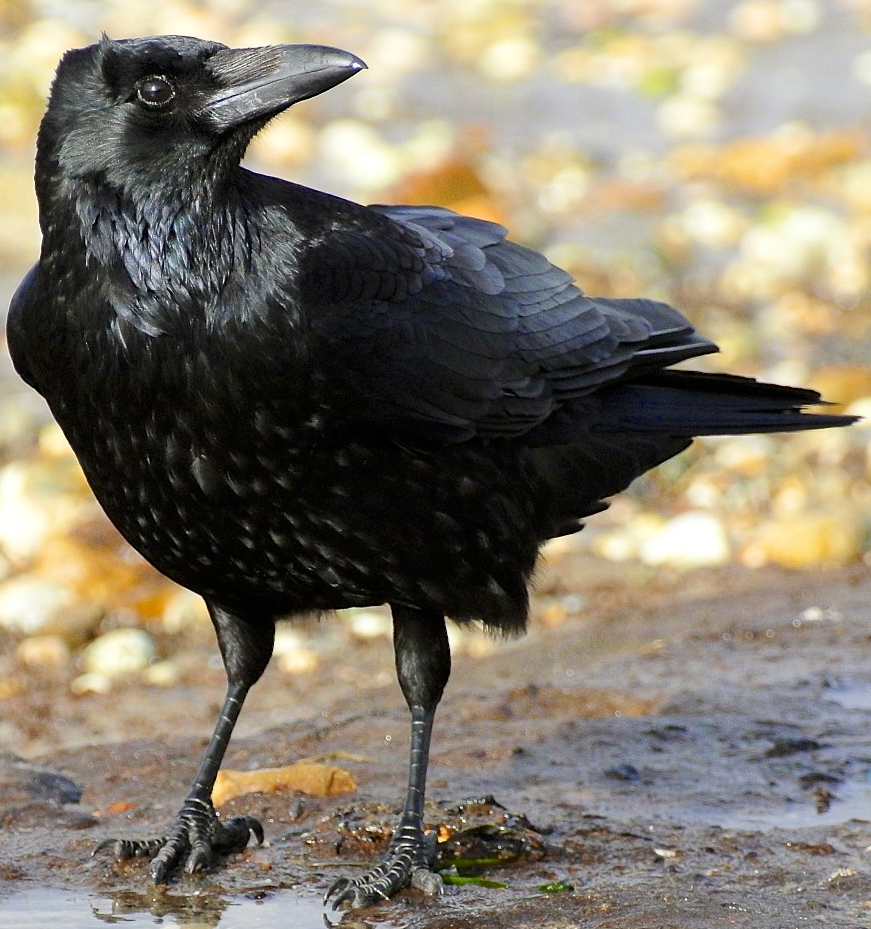
Rabenkrähen-Morphe der Aaskrähe. Die Vögel wirken kräftig und kompakt, der Gefiederglanz ist schwächer als bei den meisten anderen Krähenarten.

Aaskrähen erreichen ausgewachsen eine Körperlänge von 45 bis 47 cm und eine Spannweite von 93 bis 104 cm. Ihr hoher, etwas gebogener und kräftiger Schnabel, ihre kurzen, anliegenden Schenkelfedern und ihr voluminöses Körpergefieder verleihen ihnen ein kompaktes, gedrungenes Erscheinungsbild. Ihre Flügel sind relativ lang und moderat gefingert, ihr Schwanz breit und leicht gerundet. Die Flügelspitzen ragen im angelegten Zustand knapp über die Schwanzspitze hinaus. Zwischen Männchen und Weibchen besteht statistisch ein Geschlechtsdimorphismus: Weibliche Aaskrähen bleiben im Mittel geringfügig kleiner und sind etwas schlanker gebaut. Das Körpergewicht adulter männlicher Tiere liegt bei 418–740 g, das weiblicher Tiere bei 370–670 g. Der männliche Flügel misst zwischen 292 und 387 mm, weibliche Tiere erreichen Flügellängen von 283 bis 370 mm. Der Schwanz der Männchen wird 173–202 mm lang, der der Weibchen 170–191 mm. Der Lauf misst 57–68 mm bei männlichen, 53–62 mm bei weiblichen Aaskrähen. Der Schnabel der Vögel erreicht Längen von 52–65 mm (Männchen) beziehungsweise von 50–57 mm (Weibchen). Aufgrund ihrer Größe hat die Aaskrähe nur wenige Fressfeinde, nur spezialisierte Vogeljäger wie Habicht (Accipiter gentilis), Wanderfalke (Falco peregrinus) oder Uhu (Bubo bubo) sind in der Lage, ausgewachsene Tiere zu schlagen.
Die Art tritt in einer völlig schwarzen und einer schwarz-grauen Gefiedermorphe auf. Dabei kann es auch zu Mischformen unterschiedlicher Ausprägung kommen („Rakelkrähen“). Die schwarze Morphe, Rabenkrähe genannt, zeichnet sich in frischem Gefieder durch einen matten, metallischen Glanz aus, der sich zwischen Grün und Blau bewegt und weniger ausgeprägt ist als etwa bei Saatkrähen (C. frugilegus) oder Kolkraben (C. corax). Die Ansätze der Brust- und Bauchfedern sind hellgrau. Mit zunehmender Tragedauer verliert das Gefieder an Sättigung und Glanz und verfärbt sich vor allem auf den Schwungfedern leicht bräunlich. Die schwarz-graue Morphe, die sogenannte Nebelkrähe, entspricht in der Färbung des Kopfes, der zentralen Brust, des Schwanzes und der Flügel der Rabenkrähe. Nacken, Rücken und Schulterdecken sind hingegen aschgrau bis weiß, ebenso wie die kleinen Oberschwanzdecken, die seitliche Brust, der Bauch und die Unterschwanzdecken. Die Schenkel von Nebelkrähen sind schwarz befiedert, aber häufig von einem gräulichen Schleier überzogen. Bei Vögeln aus dem Mittelmeerraum zeigen sich in den weißen Gefiederpartien deutliche schwarze Federschäfte.
Die Beine und der Schnabel sind bei beiden Morphen schieferfarben, die Iris adulter Vögel ist dunkelbraun. Juvenile Aaskrähen zeichnen sich gegenüber ausgewachsenen Tieren durch ihr weniger voluminöses Gefieder und ihre etwas schlankere Silhouette aus. Darüber hinaus sind die Farben des Gefieders bräunlich getönt, bei jungen Nebelkrähen ist der schwarze Brustfleck zudem weniger stark ausgeprägt als bei Altvögeln.

### Flugbild und Fortbewegung

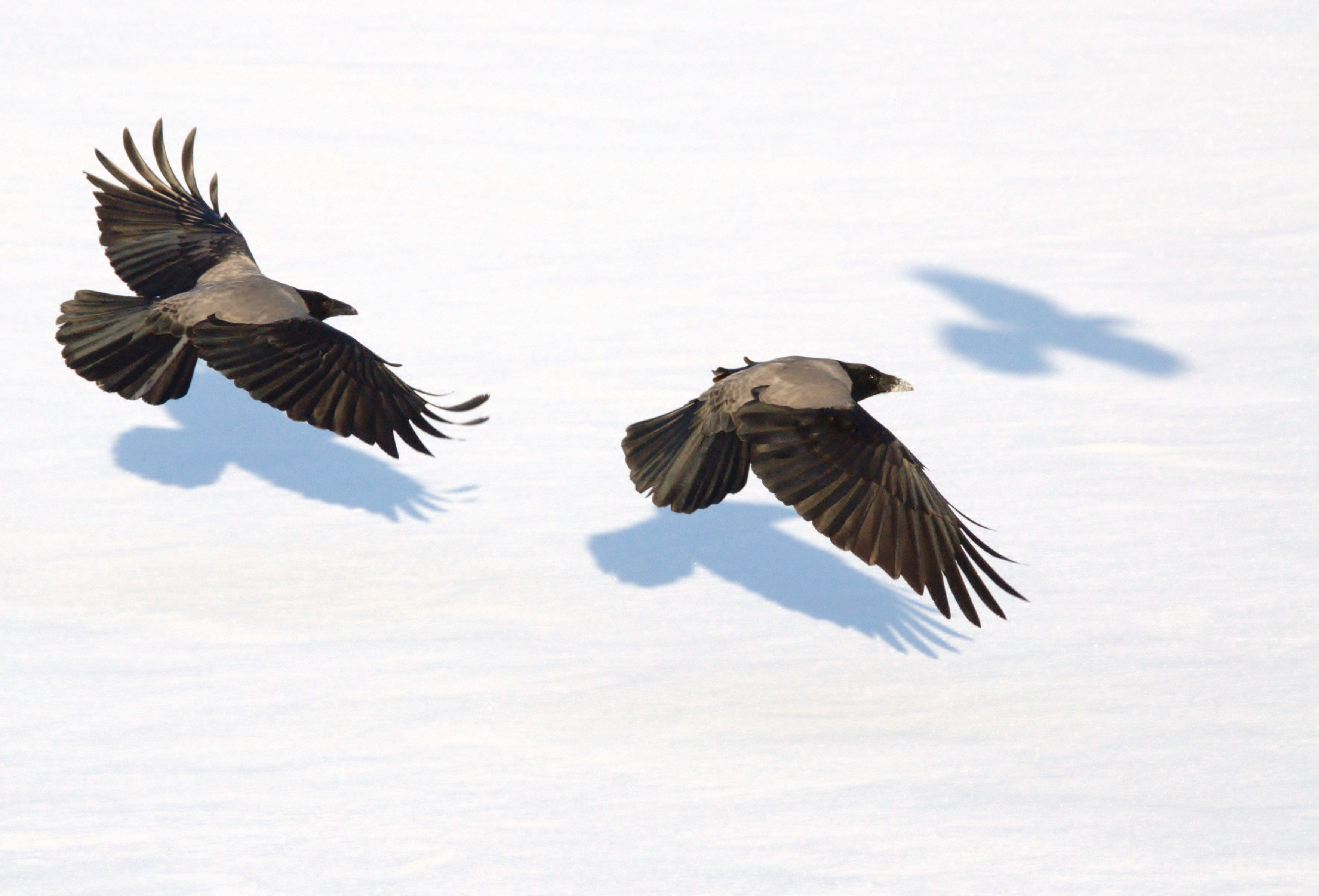
Zwei Aaskrähen im Flug. Die Art zeichnet sich vor allem durch ihre breiten Flügel mit gerundeten Spitzen aus. Die Handschwingen sind proportional kürzer als etwa bei der Saatkrähe (C. frugilegus).

In der Luft zeichnen sich Aaskrähen durch ihren zielstrebigen und eher langsamen Flugstil aus, der von kräftigen, gleichmäßigen Flügelschlägen getragen wird. Im Streckenflug erreichen die Vögel für gewöhnlich Geschwindigkeiten von 35–45 km/h. Sie zeigen weniger solche akrobatischen Flugmanöver wie sie von anderen Corvus-Arten wie Kolkraben oder Saatkrähen bekannt sind, und segeln auch seltener in großen Höhen. Bei gutem Wetter liegt die Flughöhe meist bei 20–50 m, bei starken Winden wird dagegen dicht (0,5–5 m) über dem Boden geflogen. Die Silhouette fliegender Aaskrähen weist breite Flügel mit gerundeten, moderat gefingerten Spitzen und relativ kurzen Handschwingen auf. Der Stoß ist leicht gerundet und hebt sich dadurch von dem stark gerundeten der Saatkrähe und dem keilförmigen des Kolkraben ab.
Auf dem Erdboden schreiten Aaskrähen in militärisch anmutender Manier. Der typische Schreitgang der Art geht bei Eile in trippelndes Hüpfen über, bei dem mitunter auch die Flügel leicht angehoben bis gleichzeitig (simultan) geschlagen werden, ohne dass die Tiere dabei abheben. Auf übersichtlichem ebenem Boden bewegen sich Aaskrähen oft über einige Distanz biped hüpfend fort, beispielsweise wenn ihnen vertraute Menschen ihnen Futterbrocken nicht gezielt vor den Schnabel werfen. Im Geäst überbrücken Aaskrähen Distanzen in der Regel springend. Auch hier werden häufig die Flügel zur Hilfe genommen. Aaskrähen nutzen bevorzugt hohe, exponierte Orte und Strukturen wie Häuserkanten, Baumwipfel, Stromleitungen oder Antennen als Sitzwarten. Ansonsten sind sie häufig auf freien Rasenflächen unterwegs, wobei sie relativ wenig Rücksicht auf Deckungsmöglichkeiten nehmen.

### Lautäußerungen
Die Rufe von Aaskrähen sind sehr charakteristisch und über weite Entfernungen zu hören. Häufigster Ruf der Vögel ist ein raues, kraftvolles Krah in verschiedenen Varianten und unterschiedlicher Intensität. Es wird von den Vögeln in der Regel zur Stimmfühlung genutzt und oft ein- bis viermal wiederholt. Eine häufige Abwandlung dieses Stimmfühlungslautes wird von Aaskrähenmännchen im Rahmen von Imponiergehabe verwendet. Das Krah wird dabei zu einem schnarrenden, langgezogenen Kraar, das rhythmisch wiederholt wird. Dabei nehmen die Vögel eine typische Pose ein, bei der der Schwanz gespreizt, der Rücken gekrümmt und der Kopf auf- und abgeworfen wird. Hasslaute reichen von kehligen, quarrenden Krährufen für eher ungefährliche Greifvögel bis hin zu einem scharfen, hastigen arr, arr für den von den Aaskrähen gefürchteten Habicht (Accipiter gentilis). Das restliche Lautrepertoire umfasst eine Reihe von knarrenden, krähenden und ratternden Rufen sowie hohe, kurze Bettellaute. Jung- wie Altvögel lassen bisweilen einen unmelodiösen Subsong vernehmen, der sich aus verschiedenen sehr unterschiedlichen Lauten zusammensetzt, zu denen aus ihrem üblichen Kontext befreite Rufe, Umgebungsgeräusche oder auch die Laute anderer Tiere zählen. Er ist für gewöhnlich sehr leise und wird von Jungvögeln nur in Abwesenheit von Artgenossen gesungen. Altvögel singen allein auf hohen Wipfeln oder im Nest.

## Verbreitung

Verbreitung der Aaskrähe:
Brutgebiete
Ganzjähriges Vorkommen
Überwinterungsgebiete

Die Aaskrähe bewohnt ein paläarktisches Areal, das vom Pazifik über das gemäßigte Eurasien bis an die Atlantikküste und ans Mittelmeer reicht. Die Art fehlt im warmgemäßigten Ostasien, spart den zentralasiatischen Steppengürtel weitgehend aus und stößt außer in Fennoskandinavien nicht bis ans Polarmeer vor. Die östlichsten Vorkommen liegen im russischen Fernen Osten und reichen von Kamtschatka südwestwärts über die Kurilen, Sachalin und Japan. Die südliche Verbreitungsgrenze der Aaskrähe verläuft durch den Norden Chinas, biegt im Zentrum des Landes kurz nach Süden ab und fällt westlich davon in etwa mit dem Rand des Tibetischen Plateaus zusammen. In Yunnan gibt es eine kleine Brutenklave, die Ostküstenregion Chinas bis auf Höhe von Hainan dient der Art als Winterquartier. Westwärts reichen die Brutvorkommen entlang des Tibetischen Plateaus bis an den Amudarja und die Aralregion. Zwischen Aralsee und Kaspischem Meer fehlt die Art als Brutvogel. Südlich der Region gehören der Elburs und der Zagros zum Brutgebiet, das Tiefland zwischen beiden Gebirgen zählt zu den Winterquartieren. Westlich des Zagros bildet der Unterlauf des Euphrat die Arealgrenze. Am Oberlauf von Euphrat und Tigris kommt die Aaskrähe nur als Wintergast, in Anatolien und der Kaukasusregion dagegen flächendeckend als Brutvogel vor. Das Artareal zieht sich von Kleinasien südwärts entlang der westlichen Mittelmeerküste bis zum Nildelta und -unterlauf bis Assuan. Am nördlichen Rand des Mittelmeeres verläuft das Verbreitungsgebiet über die griechischen Inseln und das Festland und folgt der Nordküste bis nach Spanien. Die großen Mittelmeerinseln gehören ebenfalls zum Brutgebiet. Im südlichen Andalusien fehlt die Aaskrähe, kommt ansonsten aber auf dem gesamten europäischen Festland und von den Britischen Inseln bis nach Karelien vor. Die nördliche Verbreitungsgrenze reicht ungefähr bis zum Rand des borealen Nadelwalds und schwankt dabei um etwa 70° N.

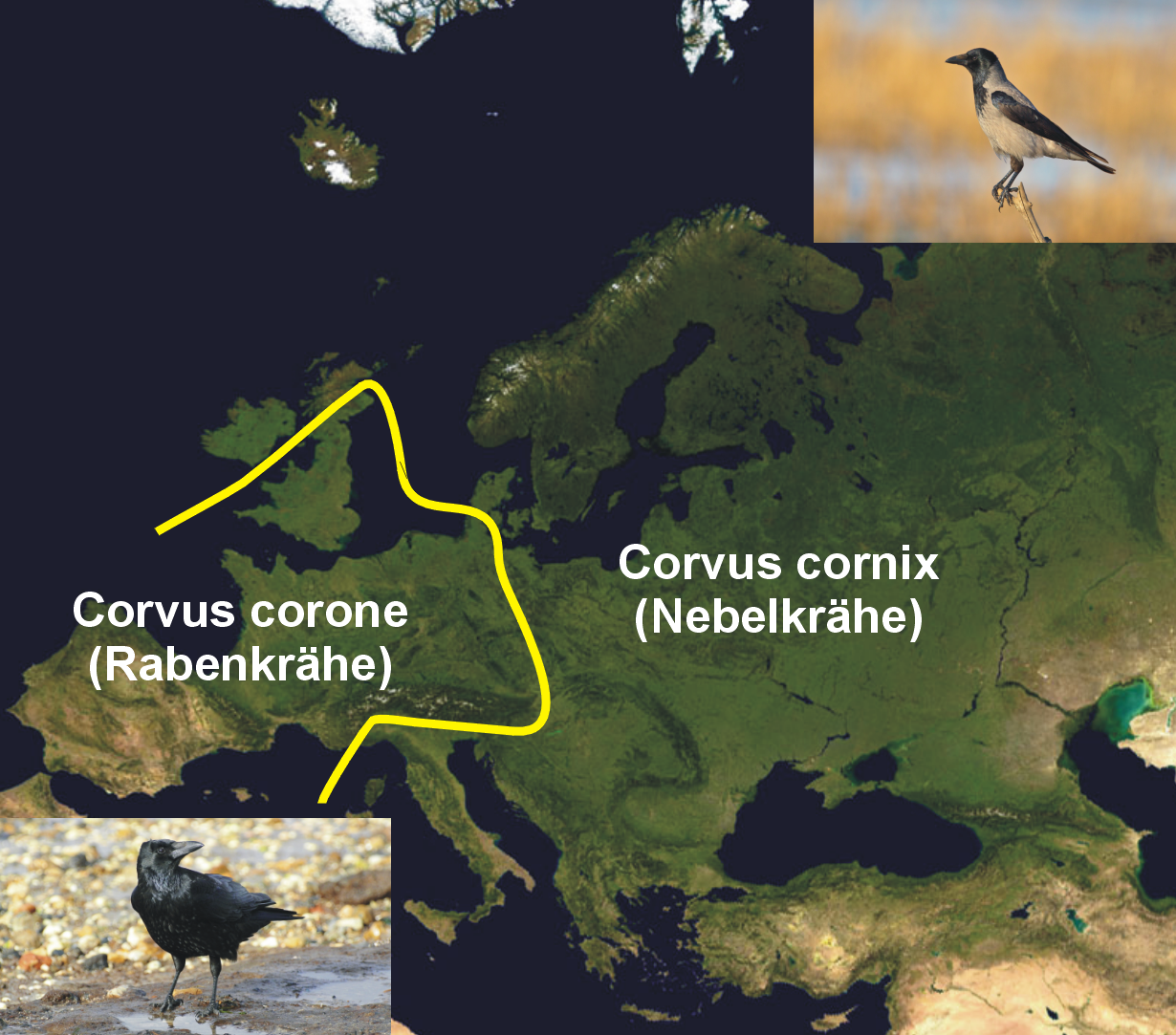
Verbreitung der Rabenkrähe (Corvus c. corone) und der Nebelkrähe (C. c. cornix) in Europa. Die gelbe Linie ist die Kontaktzone beider Unterarten.

Die geographische Verteilung von Raben- und Nebelkrähenmorphen ist sehr homogen und stabil. Schwarze Tiere kommen von der Iberischen Halbinsel bis nach England und in Deutschland bis etwa entlang der Elbe vor. In Irland, Schottland, Skandinavien, Dänemark, Osteuropa, auf der Balkan- und Apenninhalbinsel, im östlichen Mittelmeerraum, dem Zweistromland und Russland bis zum Jenissej sind die Vögel durchgehend grau-schwarz gefärbt. Östlich davon schließt sich wiederum eine schwarz gefärbte Population an. Zwischen den drei Arealen gibt es jeweils Übergangszonen, die bis zu 200 km in Deutschland und bis zu 400 km in Sibirien breit sind und sich in den vergangenen Jahrzehnten leicht verschoben haben. In gemäßigten Klimata ist die Aaskrähe ein überwiegender Standvogel und verstreicht nur im Winter gelegentlich in wärmere Regionen. Die sibirischen Brutvorkommen ziehen während dieser Jahreszeit ins östliche und südöstliche China, nach Nordpakistan und den nordöstlichen Iran.

## Lebensraum

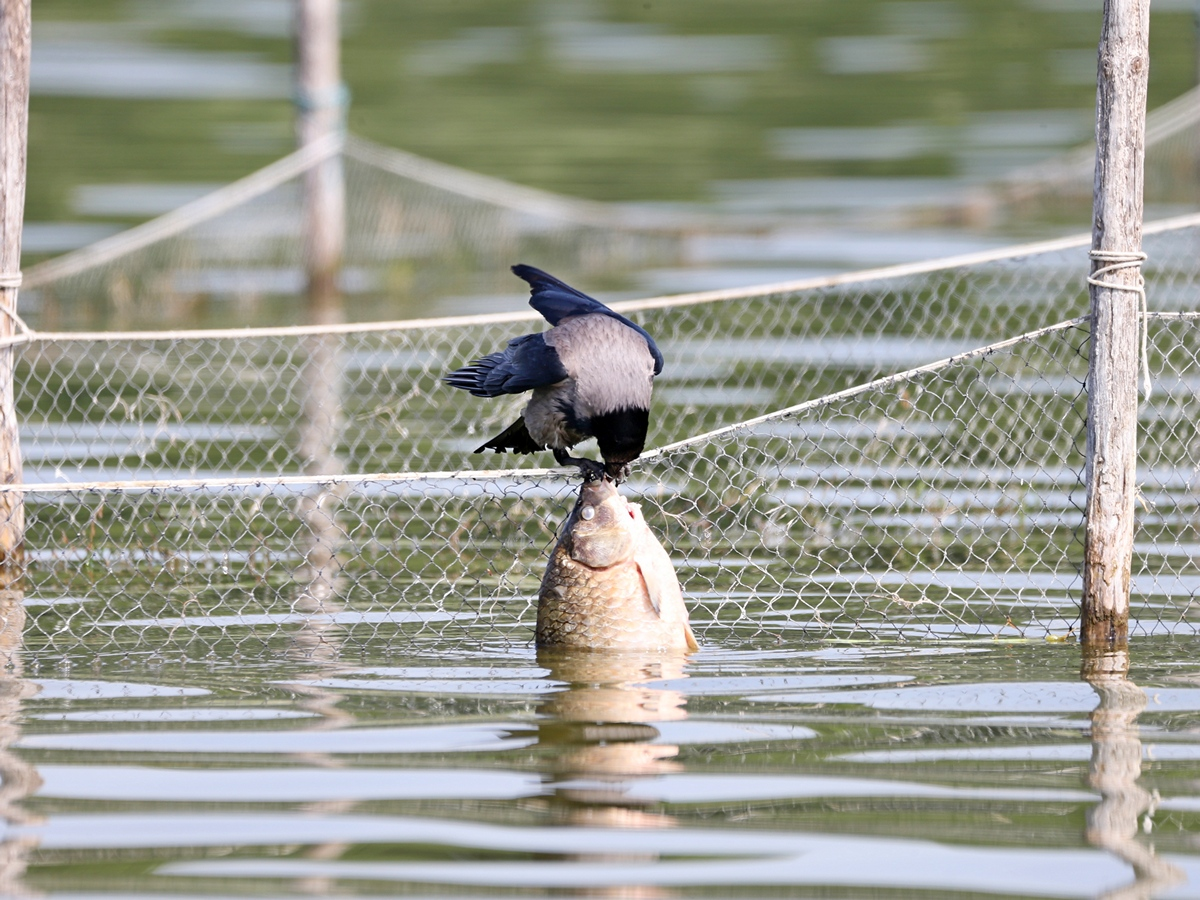
Nebelkrähe mit totem Giebel im Malchiner See

Offene und halboffene Landschaftsformen kennzeichnen die bevorzugten Lebensräume von Aaskrähen. Die Vögel sind auf Bäume, hohe Sträucher oder vergleichbare anthropogene Strukturen als Schlaf- und Nistplätze sowie Sitzwarten angewiesen. Regional können auch Felsklippen diese Funktion übernehmen. Für die Nahrungssuche nutzen sie weitflächige, kurzrasige Flächen, die gut überschaubar sind, beide Elemente müssen also in einer gewissen Nähe zueinander vorkommen. In Waldgebieten ist die Art deshalb auf Uferbereiche, Moore und Lichtungen beschränkt; die Entwaldung weiter Teile Eurasiens im Holozän eröffnete ihr hingegen neue Habitate wie Acker- und Weideland, Dörfer und Städte. Die Begrünung der europäischen Großstädte durch Parks und Alleen ließ sie ab dem 19. Jahrhundert auch in deren Zentren vordringen. Die moderne Verstädterung setzte bei der Aaskrähe in Europa aber zunächst nur zögerlich ein. Erst mit zunehmendem Wohlstand und flächendeckender Verfügbarkeit von menschlichen Abfällen in der zweiten Hälfte des 20. Jahrhunderts konnten sich die Tiere in größerer Zahl in den Städten etablieren. Mittlerweile kommt sie dort wegen besseren Nahrungsangebotes und geringeren Druckes durch Jagd und Fressfeinde meist in höheren Bestandsdichten vor als in ländlichen Gebieten. Die Aaskrähe bewohnt eine Vielzahl sehr unterschiedlicher Habitate, fehlt aber grundsätzlich in dichten Wäldern und an steilen Hanglagen. Ein wichtiger Standortfaktor sind Reviere von Habichten, in denen Aaskrähen für gewöhnlich nicht erfolgreich brüten können. Die Art kommt von Meereshöhe bis auf etwa 750 m vor, in einigen Hochgebirgen wie den Alpen ist sie auch noch in Lagen über 1000 m, teils auch bis auf 2000 m zu finden.

## Lebensweise

### Ernährung

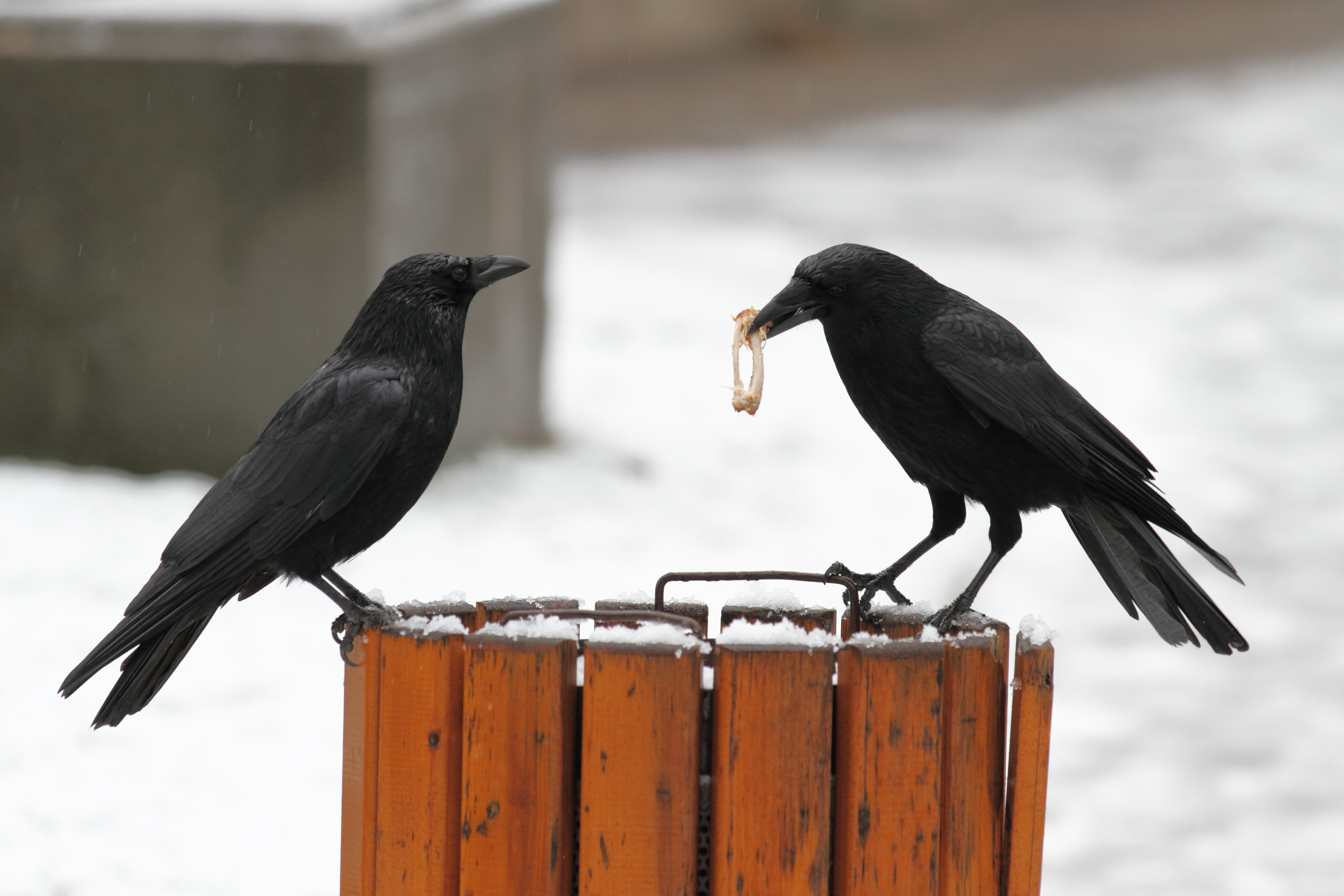
Zwei Aaskrähen an einem winterlichen Abfalleimer in Annecy. Im Herbst und Winter werden menschliche Abfälle für städtische Aaskrähen zur wichtigsten Nahrungsquelle.

Aaskrähen sind Allesfresser und ernähren sich sehr vielseitig. Die Hauptnahrungsquellen der Art sind Getreidesamen und Wirbellose, hinzu kommen kleine Wirbeltiere, Vogeleier, Aas und Abfälle. Die Zusammensetzung des Nahrungsspektrums variiert stark nach Angebot, Lebensraum und Jahreszeit. Getreide ist im britischen Oxfordshire das ganze Jahr über, vor allem aber im Herbst und Winter von Bedeutung. Kleinfrüchte und Obst werden gegen Herbst wichtig, spielen im Rest des Jahres aber meist eine untergeordnete Rolle. Auf den windgeschorenen Wipfelflächen beerentragender weiblicher Sanddornbäumchen an der Ostseeküste kann man Nebelkrähen gruppenweise die reifen, sehr sauren Früchte picken sehen. Im Frühjahr nimmt die Zahl gefressener Regenwürmer und Käfer stark zu, gefolgt von einem Anstieg an vertilgten anderen Insekten. Vogeleier werden im Frühjahr und Frühsommer von Aaskrähen gefressen, wenn sie ausreichend zur Verfügung stehen. Kleinsäuger rücken etwas später, gegen Sommer, in das Zentrum der Aufmerksamkeit. Anderenorts können sich deutlich andere Akzente im Nahrungsspektrum ergeben: In Weideregionen ist Aas im Winter eine wichtige Nahrungsquelle. In Küstengebieten können saisonabhängig auch fast ausschließlich Krebstiere und Seevogeleier gefressen werden; auf flachen Strandabschnitten der Ostseeküste kann man Nebelkrähen den ablaufenden Wellen ohne Scheu ins Wasser folgen und nach kleiner Beute picken sehen. In Städten dominieren häufig Abfälle; in Parks und auf Friedhöfen lassen sie sich hier gern auch von ihnen vertrauten Menschen mit Futter (etwa Erdnüssen in Schale) versorgen. Nestlinge werden mit tierischer Nahrung, vorwiegend Regenwürmern, Insektenlarven und Vogeleiern, ernährt.
Bei der Nahrungssuche gehen Aaskrähen in der Regel feldernd vor, wobei sie Insekten und andere Nahrungsobjekte von der Grasnarbe picken. Hartschalige Nüsse lassen die Tiere aus dem Flug auf harte Oberflächen fallen, bis sie aufbrechen. Aaskrähen erweisen sich geschickt darin, an schwer zugängliche Nahrungsstücke zu gelangen oder mitunter auch lebende Wirbeltiere aus dem Flug oder auf dem Boden zu greifen. So ziehen Tiere aus einigen skandinavischen Populationen an unbeaufsichtigten Angelleinen, um an die daran hängenden Fische zu gelangen. Oft werden Fische auch fliegend aus dem Wasser gefangen. Wie die meisten Rabenvögel versteckt auch die Aaskrähe überschüssige Nahrung unter Blättern, Rinde oder in eigens ausgehobenen Erdlöchern, um sie später wieder hervorzuholen und zu fressen. Ähnlich wie die verschiedenen Häher, aber ganz anders als die koloniebrütenden Saatkrähen legt sie also Vorräte an.

### Sozialverhalten

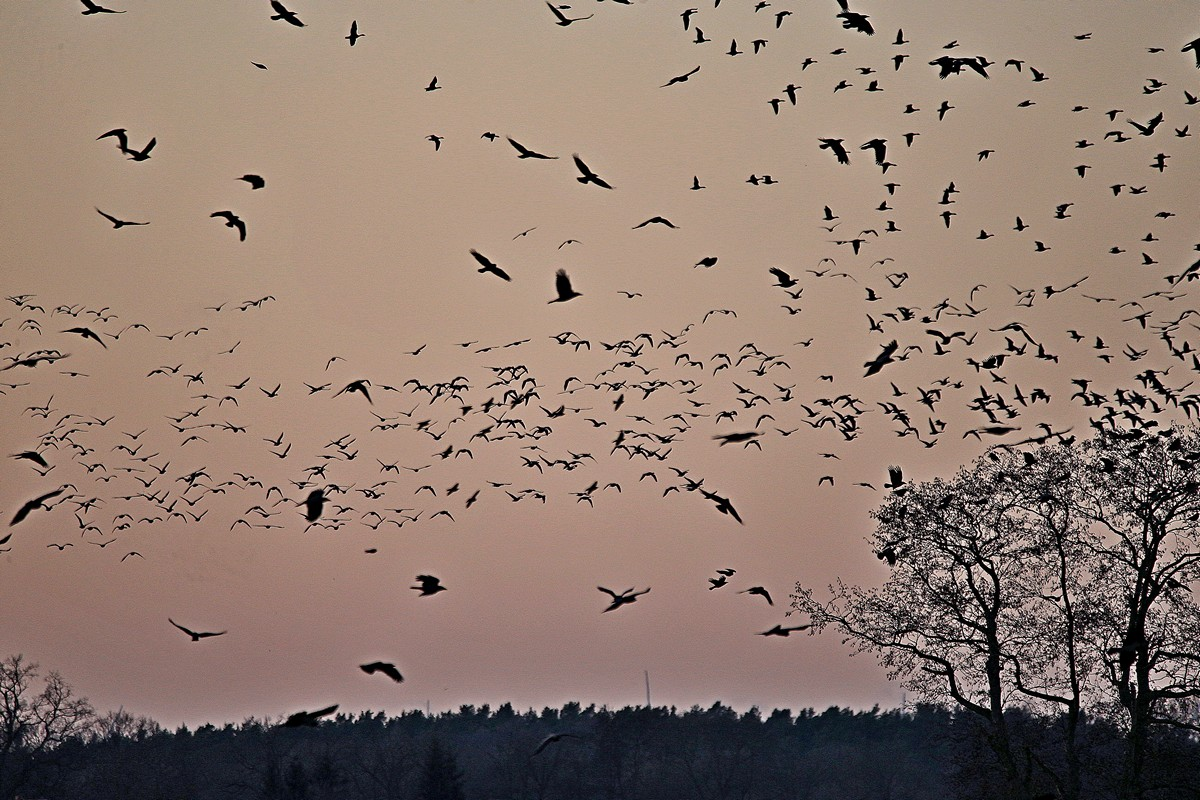
Rabenkrähen in Mecklenburg

Außerhalb der Brutzeit leben Aaskrähen vergesellschaftet in kleineren Schwärmen, die sich wiederum besonders in der Abenddämmerung zu größeren Schwärmen vereinen, sofern sie ihre gemeinsamen Schlafbäume anfliegen. Zur Brutzeit finden sich adulte Krähen zu Brutpaaren zusammen, die sich von den Schwärmen distanzieren und auf ihr Brutrevier beschränken. Nichtbrüter, darunter vor allem Jungtiere, bleiben in den Schwärmen zurück und halten sich abseits der Brutreviere auf. Fällt ein Brutpartner aus, so wird er in der Regel schnell durch ein Tier aus einem benachbarten Schwarm ersetzt. Territorien werden vorwiegend vom Männchen gehalten, alleinstehende weibliche Aaskrähen geben sie dagegen auf. Bei gutem Nahrungsangebot, vor allem in städtischen Grünanlagen, kann es auch zur kolonieartigen Ansammlung von Brutrevieren kommen, die dann weniger aggressiv verteidigt werden. Innerhalb der Schwärme bestehen gefestigte individuelle Beziehungen, die sich etwa an der Unruhe des Schwarms bemerkbar machen, wenn einzelne Tiere plötzlich fehlen.

### Fortpflanzung

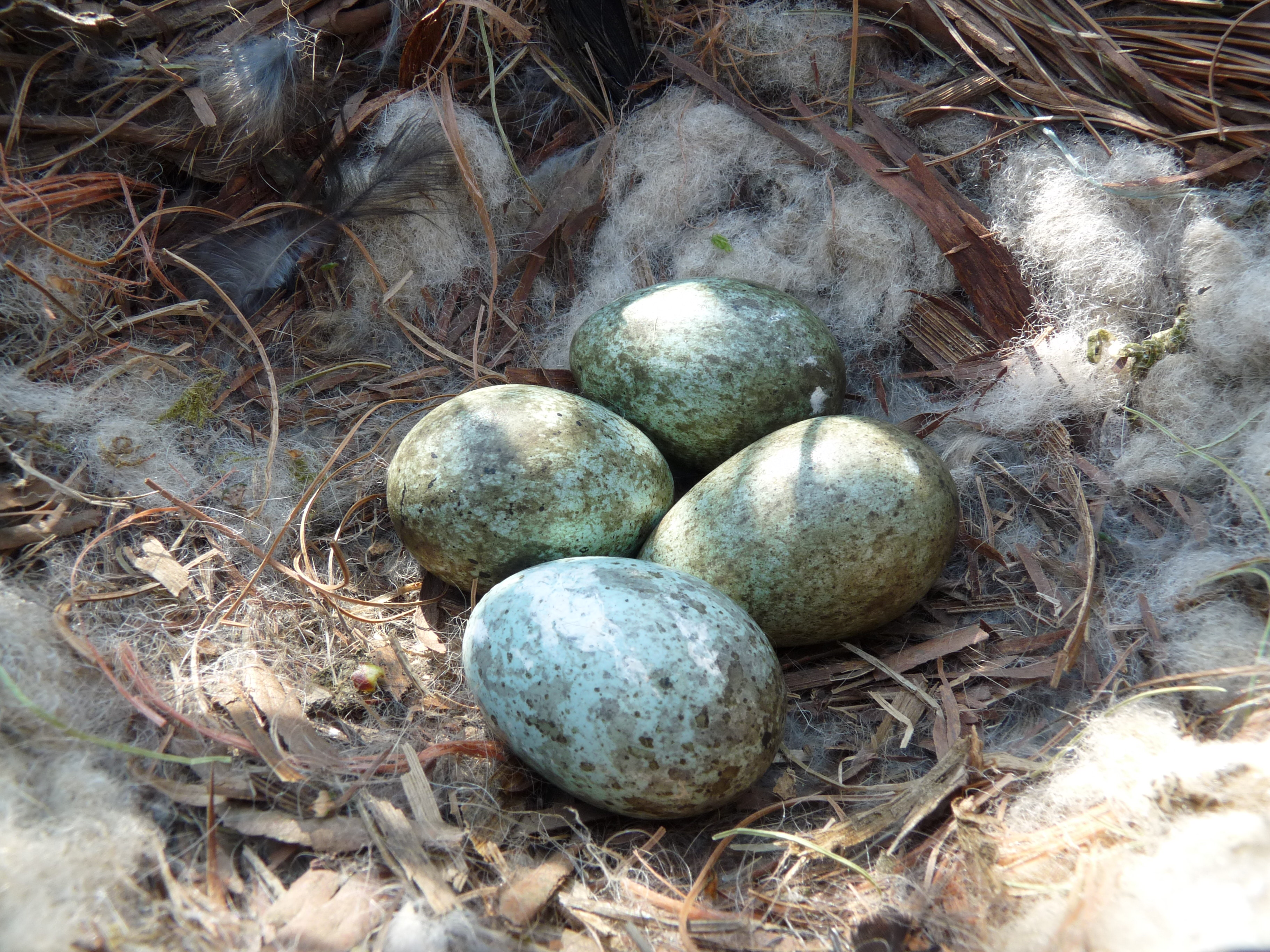
Aaskrähengelege

Die Brutzeit der Art beginnt abhängig von regionalem Klima, Nahrungsangebot und Erfahrung der Brutpartner zwischen Ende Februar und Ende Mai. Das Nest wird meist hoch in Bäumen, aber auch hoch auf Masten oder in Gebäude- und Felsnischen von beiden Partnern gemeinsam gebaut. Wichtig sind dabei vor allem Deckung und in Siedlungen die Nähe zu Häusern. Es besteht aus einer massiven, vierschichtigen Konstruktion, deren äußerste Lage aus dicken Zweigen besteht und nach innen hin mit immer feineren Materialien bis hin zu Wolle, Federn, Pflanzenfasern oder Stoff ausgekleidet wird. Es misst in der Regel 23–47 cm im Durchmesser und wird in Folgejahren meist nicht wiederverwendet. Dafür nutzen andere Vogelarten gern die verlassenen Nester, darunter Eulen wie die Waldohreule, aber auch Falken.
In das Nest legt das Weibchen zwei bis sechs Eier von bläulich-grünlicher Farbe, die sie allein bebrütet. Aus ihnen schlüpfen nach rund 20 Tagen die Jungen, die nach weiteren 28–38 Tagen flügge werden. Während der einzigen Jahresbrut sind Gelege und Nestlinge vor allem durch Artgenossen und Echte Marder (Martes spp.) bedroht. Die Gelegeverluste liegen je nach Jahr und Region zwischen 40 und 93 %, wobei Waldbrüter in der Regel am stärksten betroffen sind.
Das in freier Wildbahn erreichbare Höchstalter liegt bei über 19 Jahren.

## Intelligenz
Aaskrähen sind für ihr intelligentes Verhalten bekannt, was von einigen auf die neuronale Dichte ihres Vorderhirns zurückgeführt wird. Dies ermöglicht Krähen unter anderem Anzahlen bis 30 zu unterscheiden, wobei ihre Diskriminierfähigkeit mit ansteigender Menge abfällt. Eine Studie zeigte, dass Rabenkrähen geometrische Intuitionen aufweisen und in der Lage sind, geometrische Eigenschaften von Vierecken wie Symmetrie oder Parallelität von Seiten zu erkennen und zu unterscheiden. Des Weiteren können Aaskrähen abstrakte Regeln befolgen und Menschen- und Krähengesichter unterscheiden. Das Arbeitsgedächtnis von Aaskrähen hat eine Kapazität von 4 und ist somit vergleichbar mit dem von Rhesusaffen.
Aaskrähen erreichen die höchste Stufe der Objektpermanenz, wobei die verschiedenen Stufen erst im Laufe der Entwicklung erreicht werden. Wie auch Raben zeigen Aaskrähen den „A-nicht-B-Suchfehler“.

## Systematik und Taxonomie

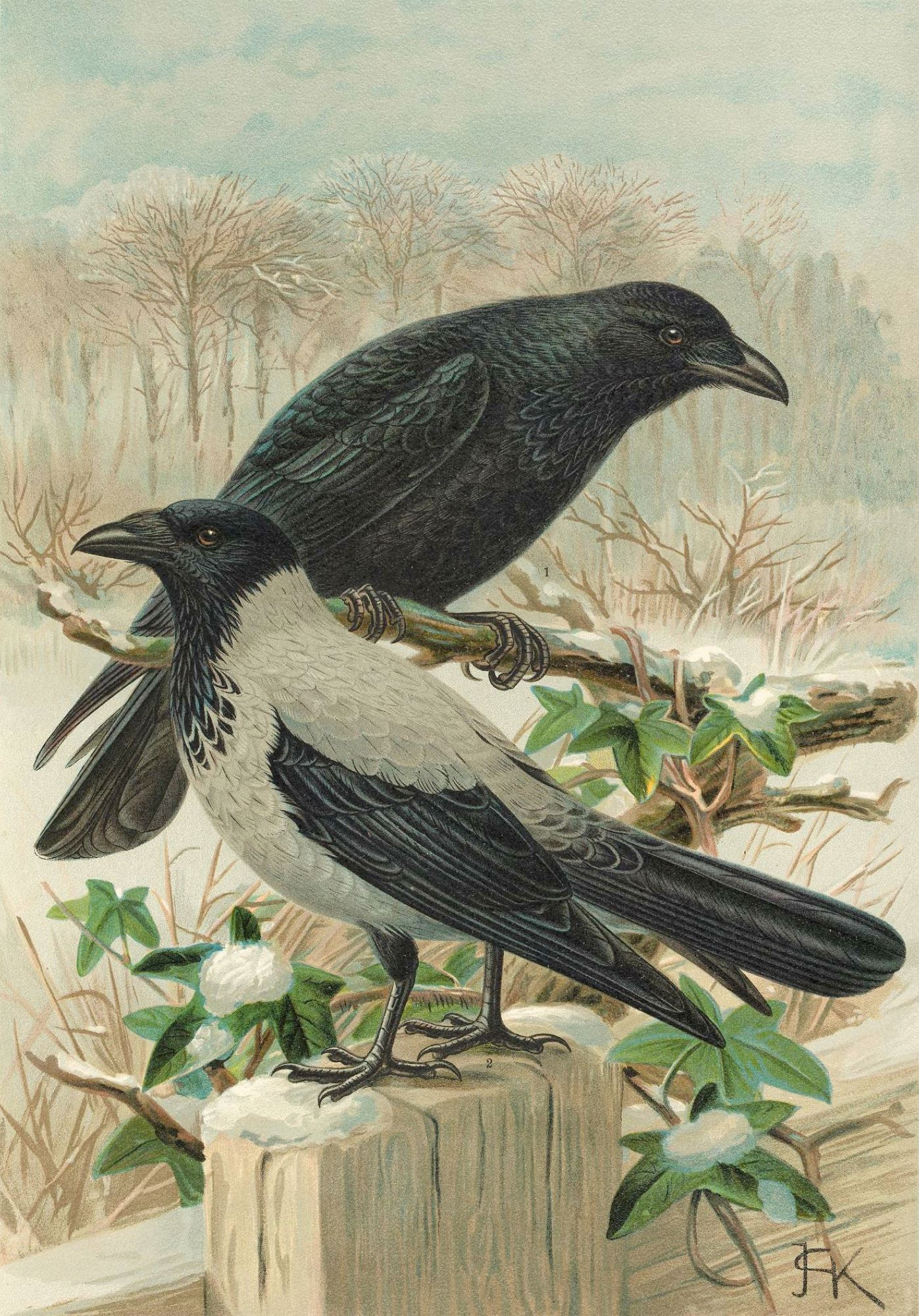
Nebel- und Rabenkrähe, Farbdruck aus Johann Friedrich Naumanns Naturgeschichte der Vögel Mitteleuropas. Ob beide Formen als eigenständige Arten oder überhaupt eigenständige Taxa gefasst werden sollten, ist seit dem 19. Jahrhundert umstritten.

Die farblich deutlich verschiedenen Raben- und Nebelkrähen wurden 1758 von Carl von Linné in der zehnten Auflage seines Systema Naturae als jeweils eigenständige Arten erstbeschrieben: Die Rabenkrähe als Corvus corone, die Nebelkrähe als Corvus cornix. Dass beide untereinander fortpflanzungsfähig sind und Mischlingsformen als Nachkommen produzieren, ist seit dem frühen 19. Jahrhundert bekannt. Die maßgeblichen Naturgeschichten Johann Friedrich Naumanns und Constantin Wilhelm Lambert Glogers sowie die geographische Untersuchung Paul Matschies von 1887 zur Verbreitung beider Formen wiesen ausdrücklich auf die Grenzzonen hin, in denen sich beide Formen vermischten und die sich durch ganz Europa zogen. Die Bedeutung dieser Hybridzonen wurde kontrovers diskutiert. Während ein Teil der Taxonomen und Ornithologen – angefangen mit Naumann – sie als Beleg dafür sahen, dass Nebel- und Rabenkrähen lediglich als Unterarten einer einzelnen Art behandelt werden sollten, verwiesen andere auf die geringe Breite und die Stabilität der Hybridzonen: Dass sie sich nicht weiter ausbreiteten, sei ein Zeichen für mangelnde Fertilität der dort produzierten Mischlinge, die Eltern müssten deshalb genetisch schon weit voneinander getrennt sein. Untersuchungen der Morphologie, der Lautäußerungen und des Verhaltens konnten nicht zur Klärung der Frage beitragen, weil sie zwar stellenweise Unterschiede feststellen konnten, diese aber über unterschiedliche Regionen hinweg nicht konsistent und häufig sogar widersprüchlich waren. Mit der aufkommenden Genetik wurden in der Mitte des 20. Jahrhunderts auch Zweifel an der Aussagekraft der Hybridzonen laut. Sie argumentierten, dass es auch abseits dieser Zonen Hybriden geben könnte, die zwar äußerlich wie reinrassige Raben- oder Nebelkrähen aussahen, aber trotzdem gemischte Elternpaare hatten. Entsprechend schwankte die taxonomische Behandlung beider Formen über die Jahrzehnte und Werke hinweg: Teils wurden sie als C. corone corone und C. corone cornix als Unterarten der Art C. corone gefasst, teils wurde die Nebelkrähe von der Rabenkrähe als Corvus cornix abgetrennt.
Unabhängig von der Frage, ob Raben- und Nebelkrähe zur selben Art gehören, wurden auch innerhalb der beiden Morphenpopulationen Unterarten aufgestellt: Die durch das Verbreitungsgebiet der Nebelkrähe von den westlichen Rabenkrähen getrennten ostasiatischen schwarzen Vögel wurden 1849 von Eduard Friedrich Eversmann als Unterart C. corone orientalis abgegrenzt. Die Nebelkrähenpopulationen wurden darüber hinaus in C. cornix capellanus Sclater, 1876 (Irak und Westiran), C. c. sharpii Oates, 1889 (südliches Zentralasien und Osteuropa) und C. c. pallescens Madarász, 1904 (westliche Mittelmeerküste) unterteilt. Der Status und die Abgrenzung dieser Unterarten der Nebelkrähenmorphe waren dabei stets strittig.
Erste DNA-Analysen zu der Thematik wurden ab 2000 durchgeführt. Sie konnten allesamt keine genetische Trennung zwischen Nebel- und Rabenkrähenmorphen feststellen. Stattdessen zeichneten sie eine deutliche Trennung zwischen Vögeln aus der westlichen und östlichen Paläarktis nach. Die westliche Klade reicht diesen Studien zufolge von Europa bis nach Westchina und Nordkamtschatka. Die östliche Klade umfasste vor allem das südöstliche Sibirien, die Südspitze Kamtschatkas und Ostasien rund um das Japanische Meer. Zusätzlich wurden ihr auch Genproben von Halsbandkrähen (C. torquatus) von der Ostküste Chinas zugeordnet, die damit genetisch inmitten der Art Corvus corone stünde. Die im 20. Jahrhundert postulierten Unterartgrenzen spiegelten sich in der Verteilung der Haplogruppen nicht wider. Als Schwesterklade der Aaskrähengruppe ermittelten die Studien die Amerikaner- (C. brachyrhynchos) und die Sundkrähe (C. caurinus), die der schwarzen Morphe der Aaskrähe stark ähneln und ihre ökologische Nische in Nordamerika einnehmen. Beide Kladen trennten sich wahrscheinlich vor etwa vier Millionen Jahren im Pliozän, als die Landverbindung zwischen Eurasien und Nordamerika abbrach. Wodurch die stabilen Mischungszonen zwischen beiden Morphen zustande kommen beziehungsweise aufrechterhalten werden, ist nicht restlos geklärt. Die unterschiedliche Färbung von Raben- und Nebelkrähen wird durch unterschiedlich starke Expression einiger weniger Gene hervorgerufen, die im Genom die Melaninproduktion steuern. Obgleich es ansonsten keine bekannten signifikanten genetischen Unterschiede zwischen beiden Morphen gibt, kommt es damit zu einem merklichen Farbunterschied. Ein genetischer Austausch findet den Autoren der entsprechenden Studien zufolge jedoch weiterhin über die Hybridzonen statt. Dabei werden alle Gene außer den in der Melaninproduktion involvierten weitergegeben. Für die Stabilität der Hybridzonen sorge wahrscheinlich assortative Paarung, bei der die Morphe der Eltern bevorzugt werde.

## Status
Die Aaskrähe wurde in Europa seit dem 19. Jahrhundert als Landwirtschaftsschädling und Nesträuber stark durch den Menschen verfolgt. Dabei wurden Vögel abgeschossen, mit Ködern vergiftet und ihre Gelege zerstört. Regional führte das teilweise zu starken Bestandsabnahmen der Art, die sich aber nie in einem Aussterben niederschlugen. Zwar zählt die Jagd durch den Menschen auch heute noch zu den Hauptmortalitätsursachen und ist bestandsschwächend. Die Verluste wurden meist durch nachwandernde Vögel oder nach Einstellung der Verfolgungsmaßnahmen ausgeglichen. Im 20. Jahrhundert führte vor allem die Flurbereinigung zu Habitatsverlusten in einigen europäischen Gebieten, außerdem machte die Belastung durch Pestizide und Schwermetalle der Aaskrähe zu schaffen. Gegen Ende des 20. Jahrhunderts ließ der Jagddruck nach, was regional zu Bestandserholungen führte. Gleichzeitig fasste die Aaskrähe in vielen Städten als Kulturfolger Fuß und konnte sich dort erfolgreich ausbreiten. Im Nildelta geht der Bestand dagegen stark zurück, was wahrscheinlich auf verstärkten Pestizideinsatz zurückzuführen ist. Ansonsten gilt die Art aber aufgrund ihres großen Verbreitungsgebiets und ihrer großen Population als ungefährdet. Der europäische Bestand wurde 2012 von BirdLife International auf 21–51 Millionen Tiere beziehungsweise 7–17 Millionen Brutpaare geschätzt. Auf Basis der Annahme, dass Europa ein Viertel bis die Hälfte des weltweiten Bestands der Art beherbergt, veranschlagte der Verband den weltweiten Bestand auf 43–204 Millionen Vögel; genauere Zählungen, Schätzungen und Hochrechnungen stehen aber bislang vor allem für Asien aus.
Als auf ihrem Gebiet heimische Vogelart hat die EU sie 1979 in ihre Vogelschutzrichtlinie aufgenommen, jedoch kann ihre Bejagung inzwischen in vielen Mitgliedsstaaten zugelassen werden; so in Deutschland, nicht ohne weiteres jedoch in Österreich. In Deutschland ist die Art daher besonders geschützt und ihre Exemplare unterliegen grundsätzlich den Zugriffs- und Besitzverboten. In der Schweiz werden Saat- und Rabenkrähen vielerorts als Schädlinge verfolgt und durch Jäger und Falkner bejagt, trotzdem sind die Populationen gewachsen. Ein großes Problem sehen Politiker in der vom Bund vorgeschriebenen Schonzeit von Mitte Februar bis Ende Juli, die eine effektive Bekämpfung behindert.